# Teoria de Mohr-Coulomb
A teoria de Mohr–Coulomb é um modelo matemático que descreve a resposta de materiais frágeis como o concreto a tensão cisalhante bem como tensão normal. A maior parte dos materiais clássicos de engenharia seguem de alguma forma esta regra em pelo menos uma porção de seu envelope de falha cisalhante. De forma geral a teoria se aplica a materiais para os quais a resistência à compressão excede em muito a resistência à tração.
Em engenharia geotécnica a teoria é usada para definir resistência ao cisalhamento de solos e rochas a diferentes tensões efetivas.
Em engenharia estrutural a teoria é usada para determinar cargas de falha bem como o ângulo de fratura de um deslocamento de fratura em concreto e materiais similares. A hipótese de atrito de Coulomb é usada para determinar a combinação de tensão cisalhante e normal que irá causar a fratura do material. O círculo de Mohr é usado para determinar quais as tensões principais irão produzir esta combinação de tensão cisalhante e normal, e o ângulo do plano no qual isto irá ocorrer. De acordo com o princípio da normalidade a tensão intruduzina na falha será perpendicular à linha descrevendo a condição de fratura.
Pode ser mostrado que um material falhando de acordo com a hipótese de fricção de Coulomb revelará o deslocamento introduzido na falha formando um ângulo com a linha de fratura igual ao ângulo de fricção. Isto torna a resistência do material determinável por comparação do trabalho mecânico externo introduzido pelo deslocamento e o carregamento externo com o trabalho mecânico interno introduzido pela deformação e tensão na linha de falha. Pela lei da conservação da energia a soma destas deve ser zero e isto torna possível calcular a carga de falha da construção.
Uma melhoria comum deste modelo é a combinação da fricção de Coulomb com a hipótese da tensão principal de Rankine para descrever uma fratura de separação.

## História do desenvolvimento
A teoria de  Mohr–Coulomb é denominada em memória de Charles Augustin de Coulomb e Christian Otto Mohr. A contribuição de Coulomb foi um ensaio publicado em 1773 intitulado "Essai sur une application des règles des maximis et minimis à quelques problèmes de statique relatifs à l'architecture".
Mohr desenvolveu uma forma generalizada da teoria no final do século XIX. Como a forma generalizada afetou a interpretação do critério, mas não a essência do mesmo, alguns textos continuam a referir-se ao critério como simplesmente 'critério de Coulomb'.

## Critério de falha de Mohr–Coulomb
O critério de falha de Mohr–Coulomb representa o envelope linear que é obtido de uma plotagem da resistência ao cisalhamento de um material {\displaystyle \tau } versus a tensão normal aplicada {\displaystyle \sigma }. Esta relação é expressa como

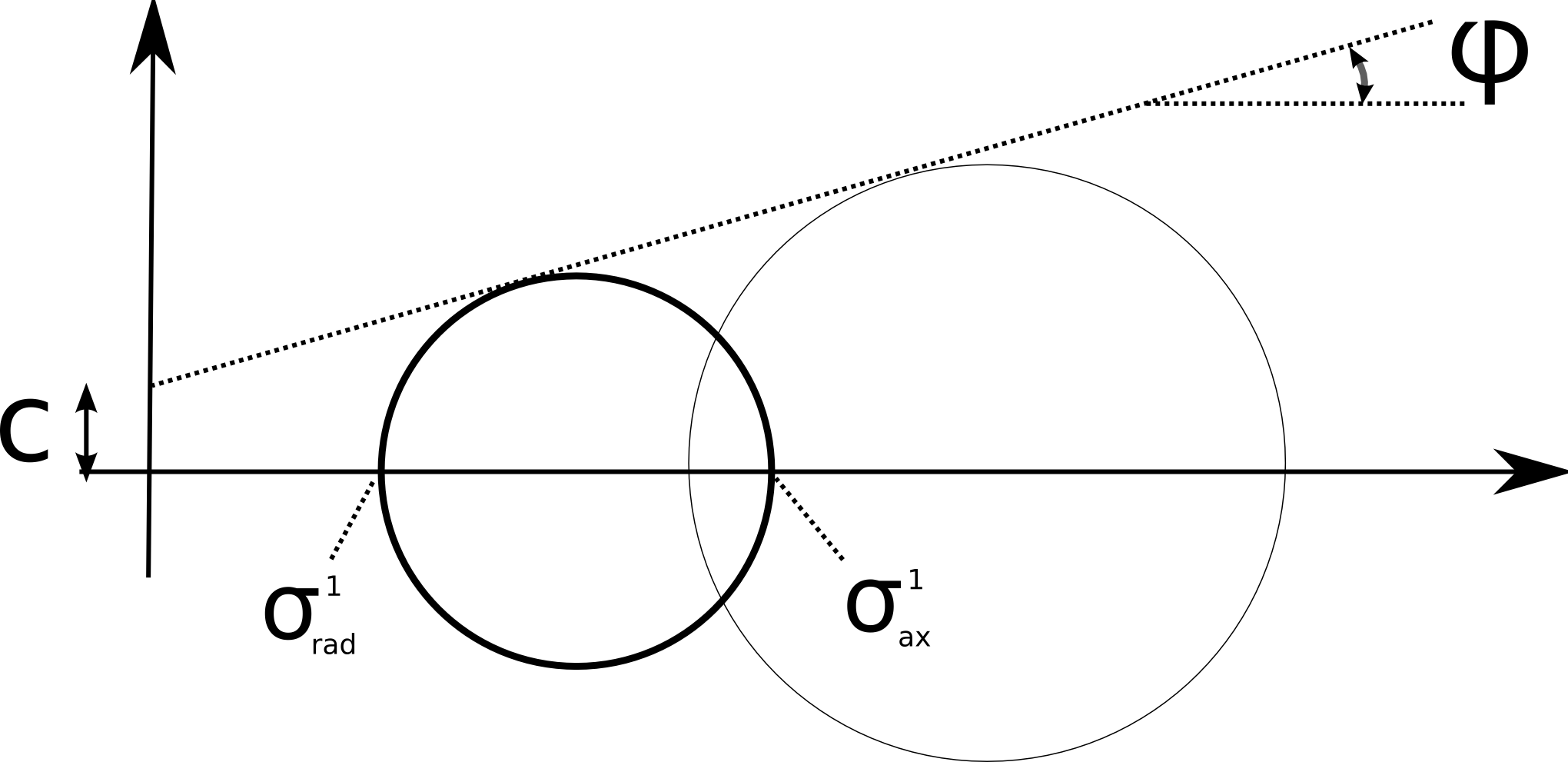
Círculos que representam um ensaio triaxial. No ensaio triaxial as pressões aumentam de forma igualitária em todas as direções.

{\displaystyle \tau =\sigma ~\tan(\phi )+c}
onde {\displaystyle c} é a interseção do envelope de falha com o eixo {\displaystyle \tau }, e {\displaystyle \phi } é o ângulo do envelope de falha. A quantidade {\displaystyle c} é frequentemente denominada coesão e o ângulo {\displaystyle \phi } é chamado de ângulo de fricção interna. A compressão é assumida ser positiva na discussão a seguir. Se a compressão é assumida ser negativa então {\displaystyle \sigma } deve ser trocado por {\displaystyle -\sigma }.
Se {\displaystyle \phi =0}, o critério de Mohr–Coulomb se reduz à teoria de Tresca. Por outro lado, se {\displaystyle \phi =90^{\circ }} o modelo de Mohr–Coulomb é equivalente ao modelo de Rankine. Valores maiores de {\displaystyle \phi } não são permitidos.
Do círculo de Mohr temos
{\displaystyle \sigma =\sigma _{m}-\tau _{m}\sin \phi ~;~~\tau =\tau _{m}\cos \phi }
onde
{\displaystyle \tau _{m}={\cfrac {\sigma _{1}-\sigma _{3}}{2}}~;~~\sigma _{m}={\cfrac {\sigma _{1}+\sigma _{3}}{2}}}
e {\displaystyle \sigma _{1}} é a tensão principal máxima e {\displaystyle \sigma _{3}} é a tensão principal mínima.
Portanto, o critério de Mohr–Coulomb pode também ser expresso como
{\displaystyle \tau _{m}=\sigma _{m}\sin \phi +c\cos \phi }
Esta forma do critério de Mohr–Coulomb é aplicável a falha sobre um plano que é paralelo à direção {\displaystyle \sigma _{2}}.

### Critério de falha de Mohr–Coulomb em três dimensões
O critério de Mohr–Coulomb em três dimensões é frequentemente expresso como
{\displaystyle \left\{{\begin{aligned}\pm {\cfrac {\sigma _{1}-\sigma _{2}}{2}}&=\left[{\cfrac {\sigma _{1}+\sigma _{2}}{2}}\right]\sin(\phi )+c\cos(\phi )\\\pm {\cfrac {\sigma _{2}-\sigma _{3}}{2}}&=\left[{\cfrac {\sigma _{2}+\sigma _{3}}{2}}\right]\sin(\phi )+c\cos(\phi )\\\pm {\cfrac {\sigma _{3}-\sigma _{1}}{2}}&=\left[{\cfrac {\sigma _{3}+\sigma _{1}}{2}}\right]\sin(\phi )+c\cos(\phi ).\end{aligned}}\right.}
A superfície de falha de Mohr–Coulomb é um cone com seção transversal hexagonal no espaço das tensões deviatórias.
As expressões para {\displaystyle \tau } e {\displaystyle \sigma } podem ser generalizadas para três dimensões desenvolvendo expressões para a tensão normal e a tensão cisalhante resolvida sobre um plano de orientação arbitrária em relação aos eixos coordenados (vetores de base). Se o vetor normal unitário ao plano de interesse é
{\displaystyle \mathbf {n} =n_{1}~\mathbf {e} _{1}+n_{2}~\mathbf {e} _{2}+n_{3}~\mathbf {e} _{3}}
onde {\displaystyle \mathbf {e} _{i},~~i=1,2,3} são os três vetores base unitários ortonormais, e se as tensões principais {\displaystyle \sigma _{1},\sigma _{2},\sigma _{3}} são alinhadas com os vetores base  {\displaystyle \mathbf {e} _{1},\mathbf {e} _{2},\mathbf {e} _{3}}, então as expressões para  {\displaystyle \sigma ,\tau } são
{\displaystyle {\begin{aligned}\sigma &=n_{1}^{2}\sigma _{1}+n_{2}^{2}\sigma _{2}+n_{3}^{2}\sigma _{3}\\\tau &={\sqrt {(n_{1}\sigma _{1})^{2}+(n_{2}\sigma _{2})^{2}+(n_{3}\sigma _{3})^{2}-\sigma ^{2}}}\\&={\sqrt {n_{1}^{2}n_{2}^{2}(\sigma _{1}-\sigma _{2})^{2}+n_{2}^{2}n_{3}^{2}(\sigma _{2}-\sigma _{3})^{2}+n_{3}^{2}n_{1}^{2}(\sigma _{3}-\sigma _{1})^{2}}}.\end{aligned}}}
O critério de falha de Mohr–Coulomb pode então ser avaliado usando a expressão usual
{\displaystyle \tau =\sigma ~\tan(\phi )+c}
para os seis planos de tensão cisalhante máxima.
| Dedução das tensões normal e cisalhante sobre um plano |
| --- |
| Seja a normal unitária ao plano de interesse {\displaystyle \mathbf {n} =n_{1}~\mathbf {e} _{1}+n_{2}~\mathbf {e} _{2}+n_{3}~\mathbf {e} _{3}} onde {\displaystyle \mathbf {e} _{i},~~i=1,2,3} são três vetores base unitários ortonormais. Então o vetor tração sobre o plano é dada por {\displaystyle \mathbf {t} =n_{i}~\sigma _{ij}~\mathbf {e} _{j}~~~{\text{(soma sobre índices repetidos)}}} A magnitude do vetor tração é dada por {\displaystyle \|\mathbf {t} \|={\sqrt {(n_{j}~\sigma _{1j})^{2}+(n_{k}~\sigma _{2k})^{2}+(n_{l}~\sigma _{3l})^{2}}}~~~{\text{(soma sobre índices repetidos)}}} Então a magnitude da tensão normal ao plano é dada por {\displaystyle \sigma =\mathbf {t} \cdot \mathbf {n} =n_{i}~\sigma _{ij}~n_{j}~~{\text{(soma sobre índices repetidos)}}} A magnitude da tensão cisalhante resolvida sobre o plano é dada por {\displaystyle \tau ={\sqrt {\|\mathbf {t} \|^{2}-\sigma ^{2}}}.} Em termos de componentes temos {\displaystyle {\begin{aligned}\sigma &=n_{1}^{2}\sigma _{11}+n_{2}^{2}\sigma _{22}+n_{3}^{2}\sigma _{33}+2(n_{1}n_{2}\sigma _{12}+n_{2}n_{3}\sigma _{23}+n_{3}n_{1}\sigma _{31})\\\tau &={\sqrt {(n_{1}\sigma _{11}+n_{2}\sigma _{12}+n_{3}\sigma _{31})^{2}+(n_{1}\sigma _{12}+n_{2}\sigma _{22}+n_{3}\sigma _{23})^{2}+(n_{1}\sigma _{31}+n_{2}\sigma _{23}+n_{3}\sigma _{33})^{2}-\sigma ^{2}}}\end{aligned}}} Se as tensões principais {\displaystyle \sigma _{1},\sigma _{2},\sigma _{3}} são alinhadas com os vetores base {\displaystyle \mathbf {e} _{1},\mathbf {e} _{2},\mathbf {e} _{3}}, então as expressões para {\displaystyle \sigma ,\tau } são {\displaystyle {\begin{aligned}\sigma &=n_{1}^{2}\sigma _{1}+n_{2}^{2}\sigma _{2}+n_{3}^{2}\sigma _{3}\\\tau &={\sqrt {(n_{1}\sigma _{1})^{2}+(n_{2}\sigma _{2})^{2}+(n_{3}\sigma _{3})^{2}-\sigma ^{2}}}\\&={\sqrt {n_{1}^{2}n_{2}^{2}(\sigma _{1}-\sigma _{2})^{2}+n_{2}^{2}n_{3}^{2}(\sigma _{2}-\sigma _{3})^{2}+n_{3}^{2}n_{1}^{2}(\sigma _{3}-\sigma _{1})^{2}}}\end{aligned}}} |